# Хощув
Хощув (пол. Choszczów) — село в Польщі, у гміні Курув Пулавського повіту Люблінського воєводства.
Населення — 266 осіб (2011).

## Демографія
Демографічна структура станом на 31 березня 2011 року:
|          | Загалом | Допрацездатний вік | Працездатний вік | Постпрацездатний вік |
| -------- | ------- | ------------------ | ---------------- | -------------------- |
| Чоловіки | 136     | 32                 | 88               | 16                   |
| Жінки    | 130     | 26                 | 66               | 38                   |
| Разом    | 266     | 58                 | 154              | 54                   |